# Byrsonima cipoensis
Byrsonima cipoensis là một loài thực vật có hoa trong họ Malpighiaceae. Loài này được Mamede mô tả khoa học đầu tiên năm 1980.